# Naturschutzgebiet Grainberg-Kalbenstein und Saupurzel
Grainberg-Kalbenstein und Saupurzel ist ein Naturschutzgebiet in Karlstadt und Eußenheim im unterfränkischen Landkreis Main-Spessart in Bayern.

## Lage
Das Naturschutzgebiet (NSG) ist der nördlichste Abschnitt des Fauna-Flora-Habitat-Gebiets Maintalhänge zwischen Gambach und Veitshöchheim. Es beginnt südlich des Karlstadter Ortsteils Gambach am Aufstieg zum Grainberg und folgt etwa 5 Kilometer lang in wechselnder Breite in südsüdöstlicher Richtung dem Maintal. Es endet im Osten der Stadt Karlstadt, nördlich der Bundesstraße 26.

## Beschreibung
Das etwa 302 ha große Areal ist ein komplexer Trockengebietverbund. Zu finden sind hier Muschelkalkbastionen, Buntsandsteinterrassen, Weinbergsmauern, Säume, Hecken, Flugsande, Wärmeliebende Wälder, verschiedene Trockenrasen und Ackerwildkraut-Standorte. 1941 wurden bereits Teile des Grainbergs und Kalbensteins erstmals als ein NSG ausgewiesen. Damit zählt es zu den ältesten NSGs in Unterfranken. Initiiert wurde es zunächst als Gregor-Kraus-Park (Ordinarius der Botanischen Fakultät Würzburg, 1841–1915), der wissenschaftliche Daten in diesem Gebiet erhob. 1904 erwarb er etwa 2 ha am Kalbenstein. Diese waren der Grundstein für das 1941 mit etwa 90 ha ausgewiesene NSG. 2005 erfolgte eine Erweiterung auf über 300 ha und Einbeziehung der Natura2000 Gebietsgrenzen.
Der Muschelkalk der Mainfränkischen Platten im Südosten trifft hier auf den Buntsandstein des Spessarts. Zu sehen sind hier der Wechsel zwischen den älteren Buntsandsteinschichten und dem darüber liegenden jüngeren Unteren Muschelkalk,
Die erodierende Kraft des Mains in den Eiszeiten schuf mächtige Bastionen und Geröllhalden. An der vom Wind abgewandten Seite der Muschelkalkstufe und am Berg Saupurzel lagerte sich Flugsand aus dem Maintal ab.
Die Trockengebiete um Karlstadt sind die floristisch und faunistisch reichhaltigsten in Bayern. Weniger als 600 Millimeter Niederschlag pro Jahr, kontinentales Klima, hohe Sonneneinstrahlung mit feinerdearmen Muschelkalk und Sandboden bieten einen Spezialisten-Lebensraum. Es gibt hier noch Reste der historischen Nieder- und Mittelwaldnutzung, doch Wald hat hier kaum eine Chance. Deshalb gedeihen hier Steppen- und mediterrane Pflanzen, die teilweise zum Ende der letzten Eiszeit hier eingewandert sind. Über 20 Orchideenarten, Blaugrüner Faserschirm, Arten des Sonnenröschens, Federgräser sowie die Erd-Segge sind nur einige der hier vorkommenden Pflanzenspezialisten. 1998 wurde hier das Karlstadter Steinbrech-Habichtskraut entdeckt. Es ist eine von fünf nur endemischen Pflanzenarten. Besonders erwähnenswert sind die nur noch vereinzelt vorkommenden Ackerwildkraut-Gesellschaften, die im Karlstadter Raum als bundesweit bedeutsam gelten. Mit Zippammer, Heidelerche, Uhu sowie Segelfalter, Bläuling und anderen Schmetterlingsarten, Rot- und Blauflügelige Ödlandschrecke und Italienische Schönschrecke sind hier bedrohte Tierarten heimisch.
Mit der Ausweisung als FFH-Gebiet und der 2005 realisierten Erweiterung des NSG konnten weitere wertvolle Flächen geschützt werden. Die jahrhundertelange Nutzung durch Beweidung oder Holzentnahme, fremde Arten und die Intensivierung der Landwirtschaft bedrohen das Gebiet.

## Schutzzweck
Laut der Verordnung und aus Sicht des Arten- und Biotopschutzes ist es ein komplex aufgebautes Trockengebiet und gilt als ein herausragender Ausschnitt der landesweiten Trockenverbundachse im Muschelkalk zusichern und einen überregional bedeutsamen Schwerpunkt für Sandrasen-Ökosysteme in Bayern wiederherzustellen. Das zentrale Vor-kommen der endemischen Pflanzen und Pflanzengesellschaften, die bundesweit bedeutsame Ackerwildflora, die hochrangigen Geotope und Bodendenkmäler und die Strukturen der Mittel- und Niederwälder zu erhalten und zu optimieren.

## Geotope
Im NSG befinden sich vier vom Bayerischen Landesamt für Umwelt (LfU) ausgewiesene Geotope.

### Muschelkalkprofil Kalbenstein

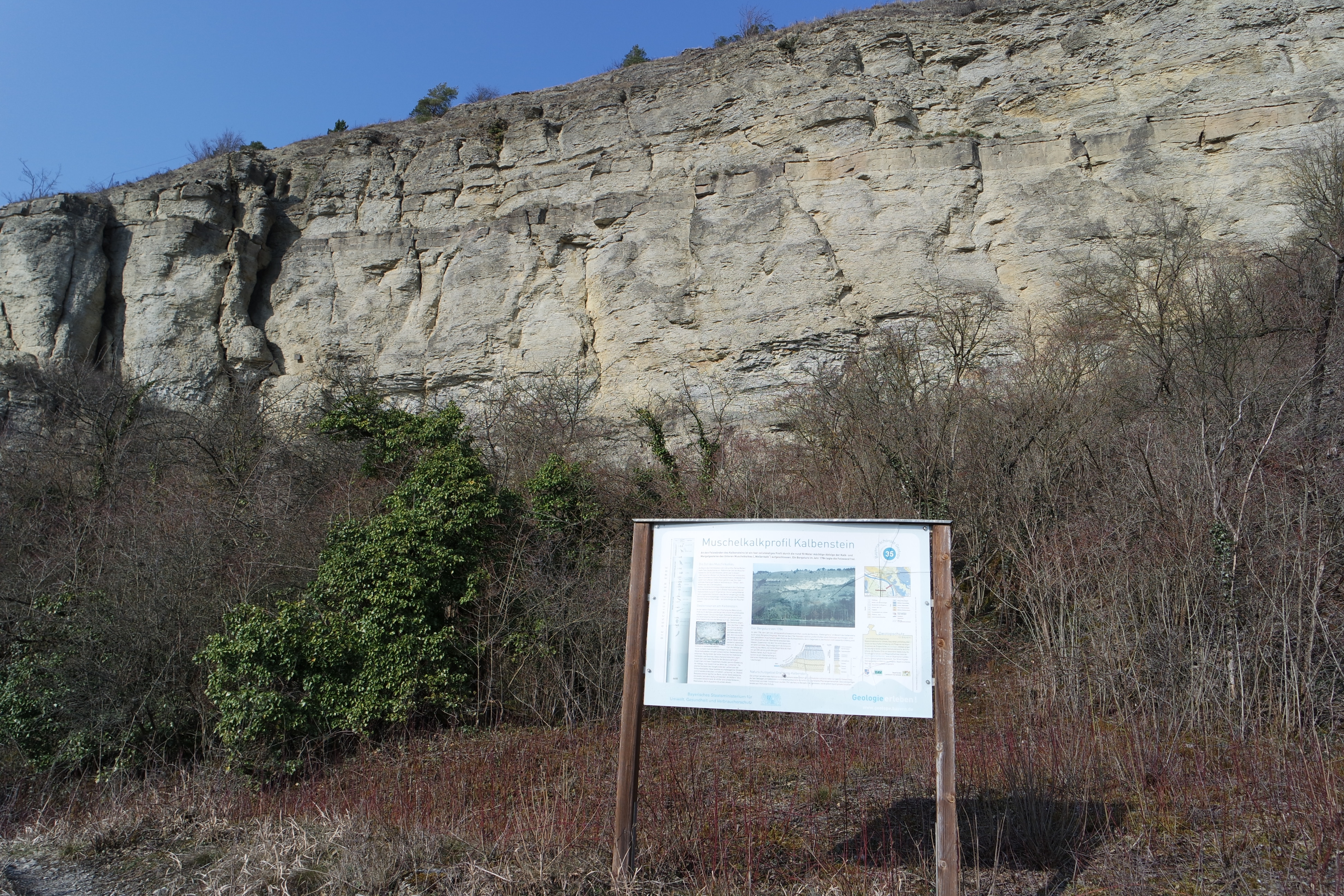
Aufschluss am Kalbenstein

Der Kalbenstein liegt mitten im NSG. An den Felswänden des Kalbensteins ist ein nahezu vollständiges Profil durch eine rund 90 Meter mächtige Abfolge der Kalk- und Mergelsteine des Unteren Muschelkalkes (Wellenkalk) erschlossen. 1784 legte eine Hangrutschung die Felswand frei. An den steilen Felswänden am Prallhang des Mains ist ein Profil durch die Kalke und Mergel des Unteren Muschelkalkes aufgeschlossen. Die dünnbankigen Kalksteine weisen als charakteristisches Merkmal wellenförmige Strukturen auf, daher bezeichnet man die Abfolge auch als Wellenkalk.

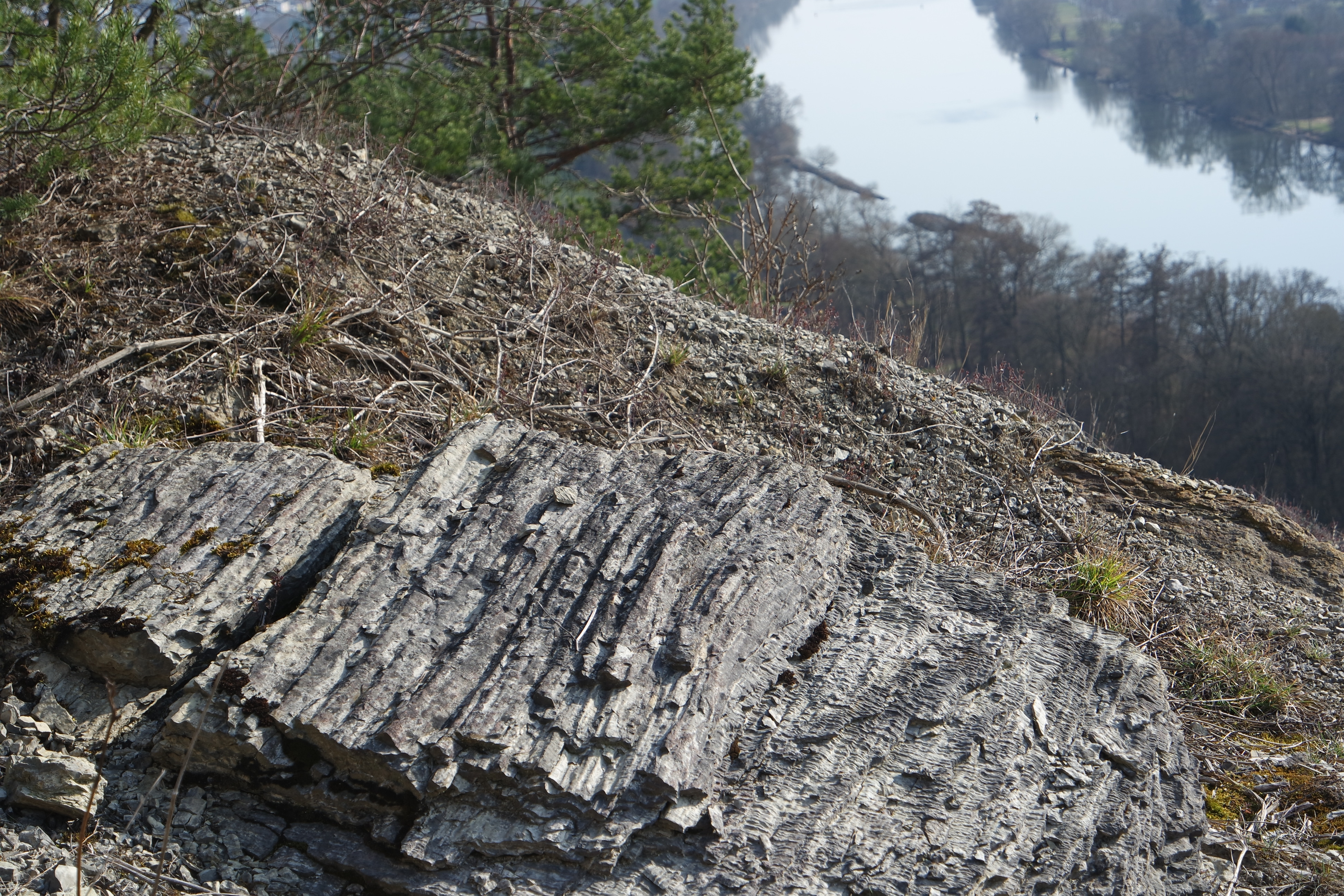
Wellenkalk

Zu Beginn des Mesozoikum (Erdmittelalter) nahm ein flaches Becken weite Teile von Deutschland ein. Während der Zeit des Muschelkalks vor etwa 245 Millionen Jahren war in diesem Germanischen Becken ein flaches Binnenmeer entstanden. Es wurde im Südosten durch eine Festlandsschwelle (Vindelizische Schwelle) vom offenen Ozean getrennt. Nur über einige Meerengen hatte es eine Verbindung dem Mittelmeer des Erdmittelalters (Tethys).
Ein heißes und trockenes Klima verursachte in dem Flachmeer die Verdunstung mit Kalkausfällung und Kalkabscheidung durch Organismen. Vom umgebenden Festland konnte dabei nur wenig Material in das Becken eingetragen werden und es bildete sich eine Kalkabfolge mit Einschaltungen von Tonstein, Dolomit, Gips und Salz.
Die aufgeschlossenen Gesteine zeigen hier, dass das Meer damals ziemlich salzhaltig und lebensfeindlich war. Daher wurden nur wenige aus dem offenen Ozean eingewanderte Lebewesen hier heimisch. Sichtbar ist eine Wechsellagerung von fossilarmen Wellenkalkpaketen mit sehr schalenreichen Gesteinsbänken. Harte und fossilreichen Kalksteine bilden dabei Steilstufen und Gesimse. Zusammen mit ihrem Fossilinhalt zeigen sie eine Gliederung der Schicht-Abfolge. Man bezeichnet diese als Stratigraphie (Leitbänke). Die oberste Steilstufe des Hanges bildet dabei der Leithorizont der Schaumkalkbänke. Diese bestehen aus Kalkkügelchen (Ooiden) und Schalenbruchstücken und wittern schaumig aus. Weitere sind die Spiriferina-Bank und die Terebratelbänke, die jeweils nach dort häufig auftretenden Armfüßern (Brachiopoden) benannt sind.
1784, dem Jahr des Jahrtausendhochwassers am Main, wurde die Wand des Klettergartens im Bereich des Kalbensteins durch eine Rutschung freigelegt. Der Kalkstein wird hier von großen Klüften sowie Störungen durchzogen. Unter dem geklüfteten Muschelkalk liegen wasserdurchlässige Röttone des Buntsandsteins. Dort staut sich versickerndes Wasser und zusammen mit dem Ton wirkt es wie ein Schmiermittel. Zusammen mit der Erosionswirkung des Mains und starke Regenfälle rutschten große Mengen Gestein herab. Auch heute kommt es zu kleineren Felsstürzen und Hangrutschungen.
Das Muschelkalkprofil Kalbenstein ist als geowissenschaftlich wertvolles Geotop (Geotop-Nummer: 677A009) und mit dem offiziellen Gütesiegel Bayerns schönste Geotope ausgezeichnet.
Ein Klettersteig führt durch die Felswand. Vor Ort ist eine Informationstafel aufgestellt.

### Flugsande am Saupürzel

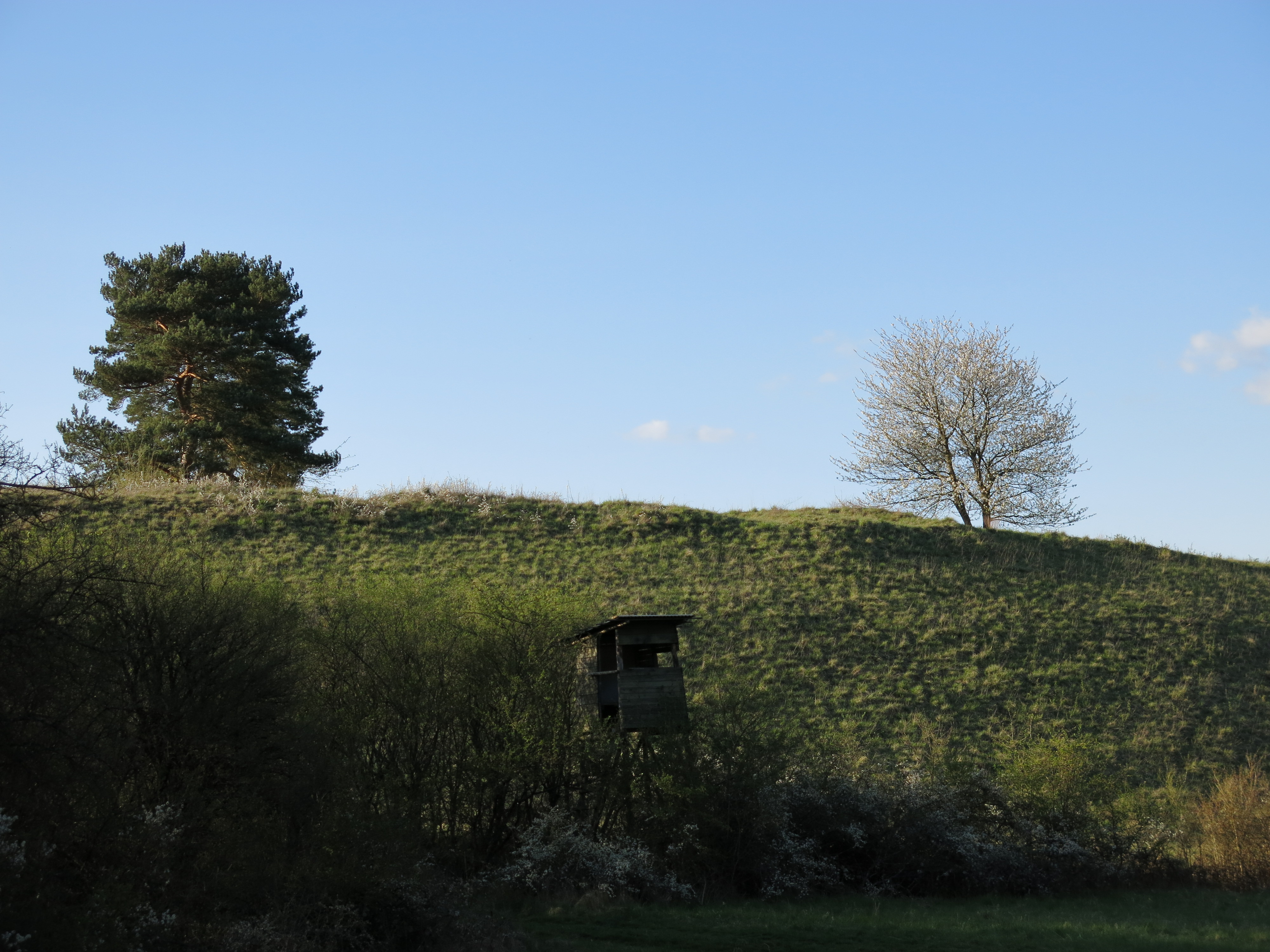
Flugsanddüne Saupürzel

Der 300 Meter hohe Berg Saupürzel liegt im NSG östlich von Karlstadt. Hier haben sich Flugsande aus dem Maintal verbreitet und ein Dünenfeld entstehen lassen. Die Entstehung dieser Dünen ist vor Ort durch Schautafeln
dokumentiert.
Die Flugsande am Saupürzel sind als geowissenschaftlich bedeutendes Geotop (Geotop-Nummer: 677R011) ausgewiesen.

### Ehemaliger Steinbruch am Grainberg

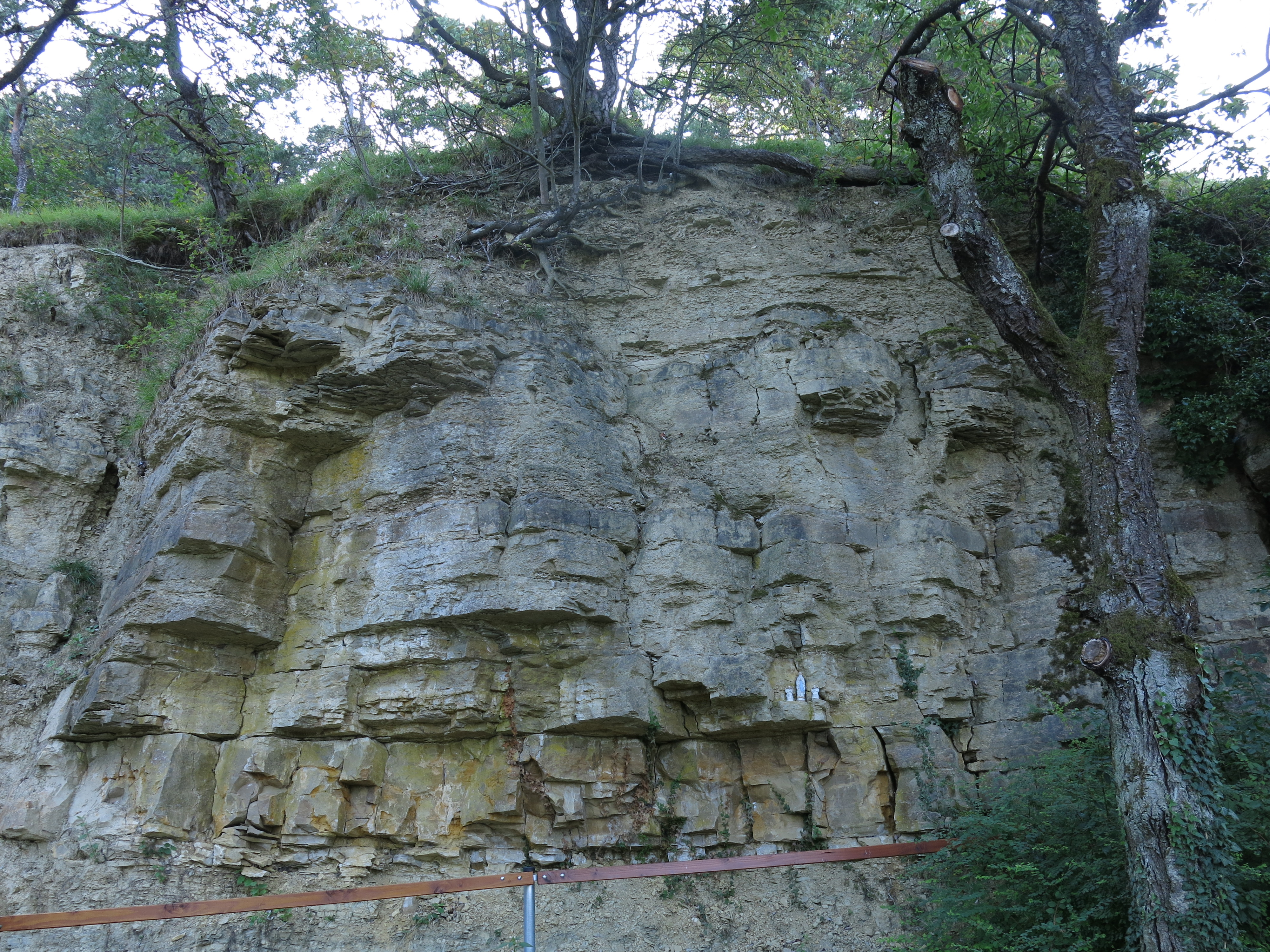
Steinbruch am Grainberg, Aufschluss

Der 315 Meter hohe Berg Grainberg  liegt im NSG südlich von Gambach. In dem aufgelassenen Steinbruch sind die untersten Schichten des Unteren Muschelkalks vom Grenzgelbkalkstein bis zur
Wellenkalkfolge aufgeschlossen. Oberhalb des Grenzgelbkalksteins haben sich mehrere Festgründe und Hartgründe entwickelt. Diese sind teilweise fossil verbohrt (Bohrwürmerbank). Bei Errichtung des Geologischen Wanderwegs Gambach-Edelweiß (2017) wurde der Bruch freigestellt und die obersten Schichten des Buntsandsteins freigelegt.
Der ehemalige Steinbruch am Grainberg ist als geowissenschaftlich besonders wertvolles Geotop (Geotop-Nummer: 677A007) ausgewiesen.

### Buntsandstein-Profil von Gambach

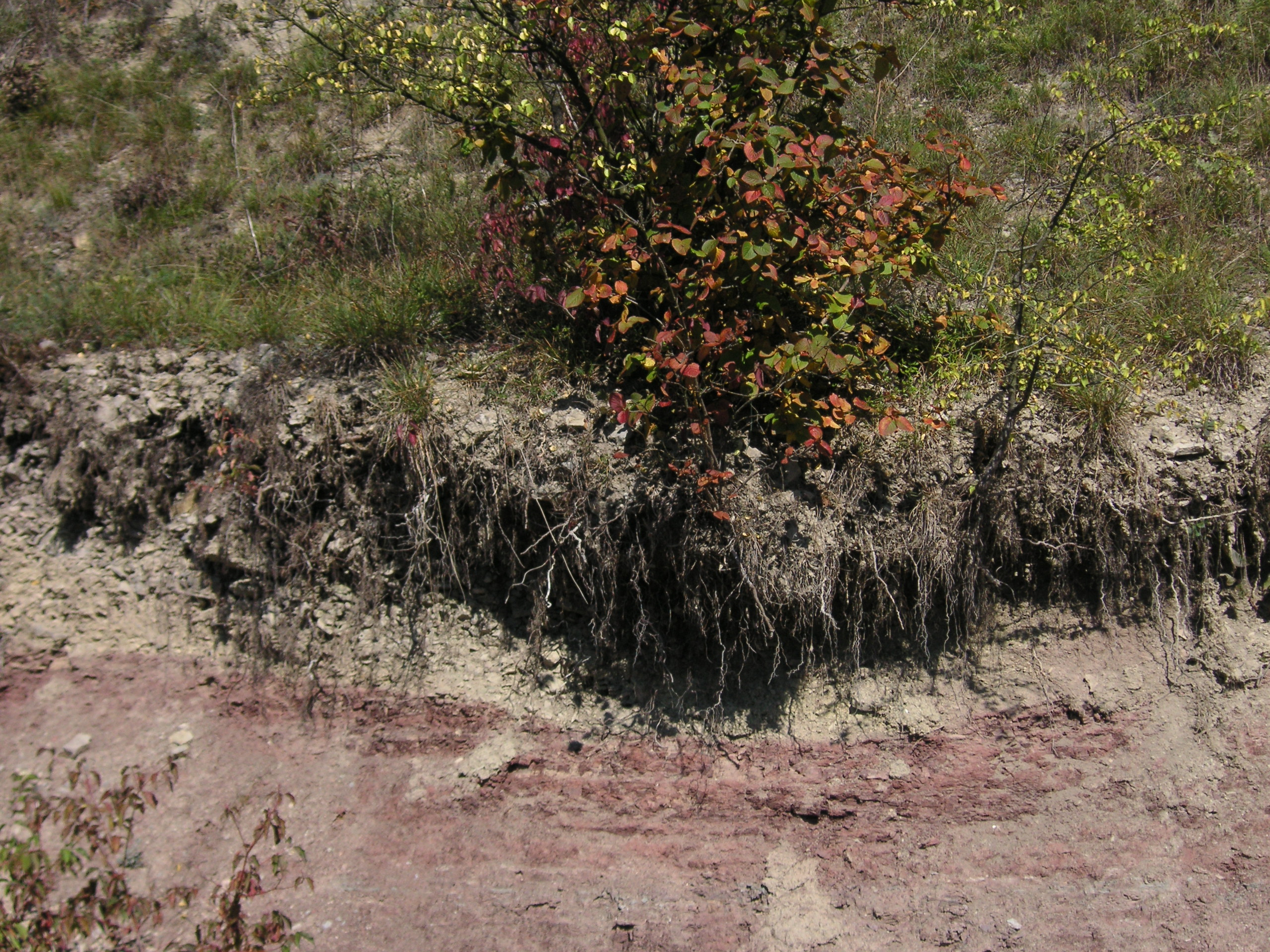
Aufschluss

Der Aufschluss befindet sich am Rand des NSGs südlich von Gambach.
Er ist Teil des Profils an der Gambacher Steige. An einem Fußweg ist hier die Schichtenfolge vom Felssandstein bis zum Thüringischen Chirotheriensandstein aufgeschlossen. Besonders sind hier die Karneol-Dolomit-Schichten in einer Erhaltung mit fossilem Bodenhorizont und Wurzelröhren. Der Solling-Sandstein zeigt eine typische Ausbildung mit fluviatilen Sedimentstrukturen. Der "Geologischer Wanderweg Gambach-Edelweiß" führt durch mehrere alte Steinbrüche. Diese Steinbrüche sind die Typlokalität des größten Amphibiums der Erdgeschichte
und des Spurenfossils Saurichnites gambachensis.
Das Buntsandstein-Profil von Gambach ist als geowissenschaftlich besonders wertvolles Geotop (Geotop-Nummer: 677A004) ausgewiesen.

## Erschließung durch Wanderwege, Parkplätze, Besuchshinweise
Das NSG ist durch eine Reihe von lokalen Wanderwegen gut erschlossen. Für geübte Wanderer empfehlenswert ist der Rundwanderweg mit der Markierung "K 1", der von Karlstadt bis nach Gambach und zurück zum Saupürzel führt. Auch zwei überörtliche Wanderwege führen durch große Teile des NSG: der Maintalwanderweg (Markierung blaues "M") und der Karolingerweg (Markierung "K" auf gelbem Grund).
Empfehlenswerte Parkplätze:
- östlich von Karlstadt nördlich der B 26 in Richtung Arnstein
- am Segelflugplatz südlich der B 27 in Richtung Eußenheim
- in Gambach bei der Musikhalle und beim Sportplatz

Eine besonders schöne Aussicht auf das Maintal und die Stadt Karlstadt bietet der Platz um das „Edelweiß“ auf dem Kalbenstein.
Als Besuchszeiten besonders zu empfehlen sind der Monat April mit dem Massenvorkommen der Küchenschellen im gesamten NSG und der Blüte des Adonisröschens in der Nähe des „Edelweiß“ sowie Mai und Juni mit der Blüte von Orchideen und der Sonnenröschen sowie beim „Edelweiß“ der Blüte des Diptam.

## Bildergalerie

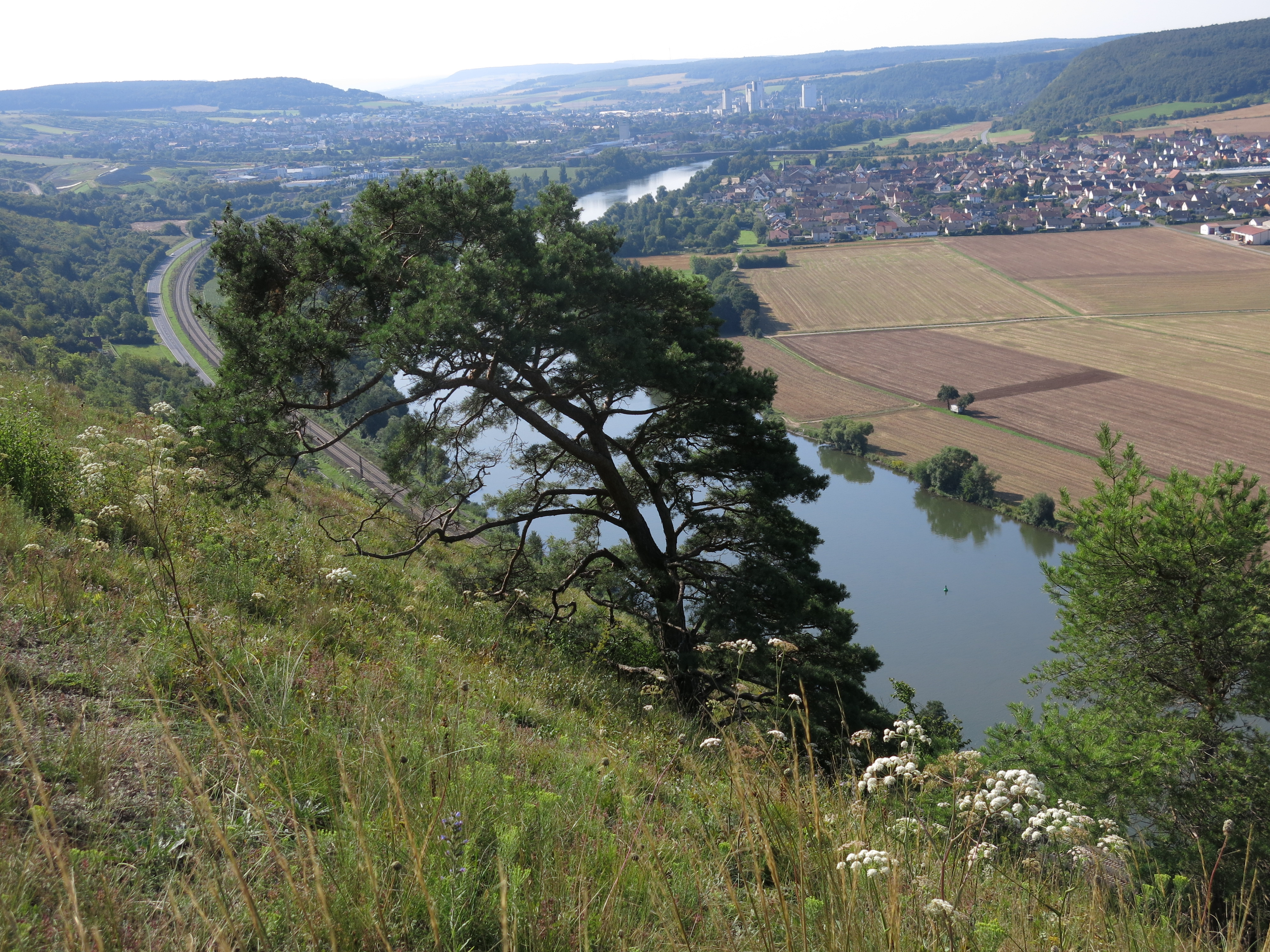
Blick vom Grainberg auf den Main
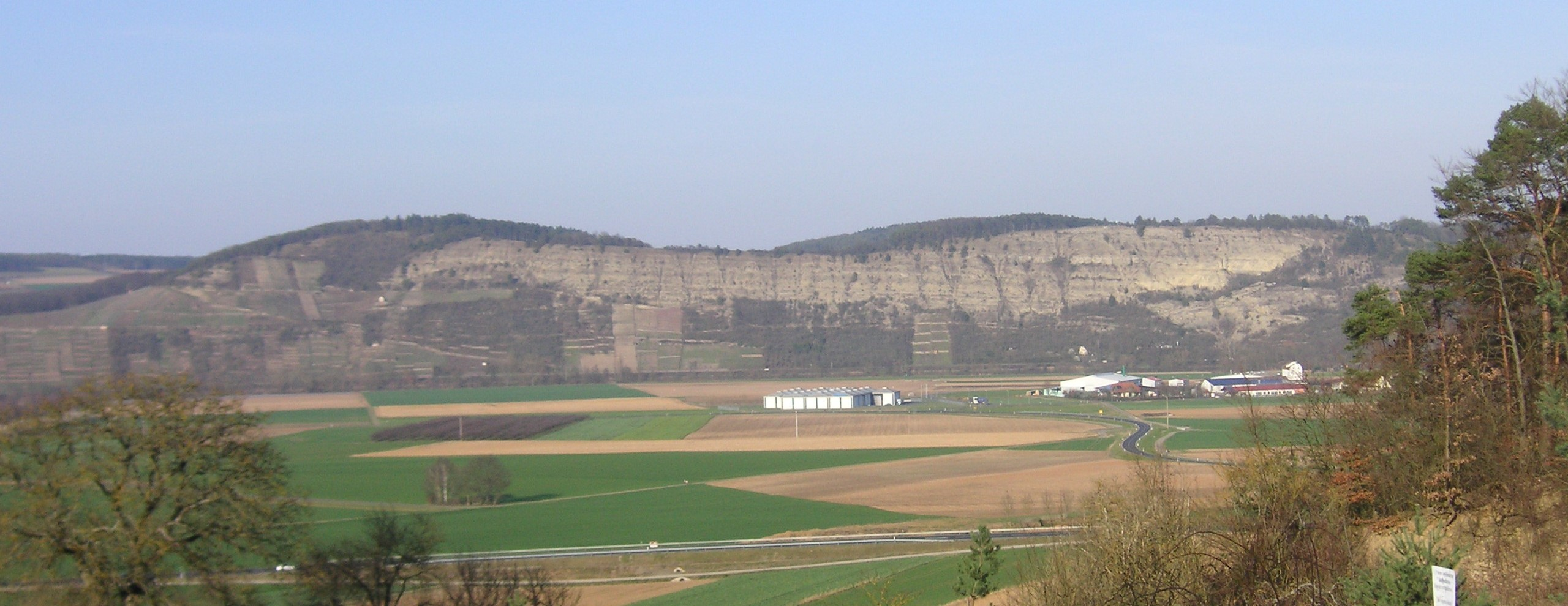
Grainberg und Kalbenstein von W
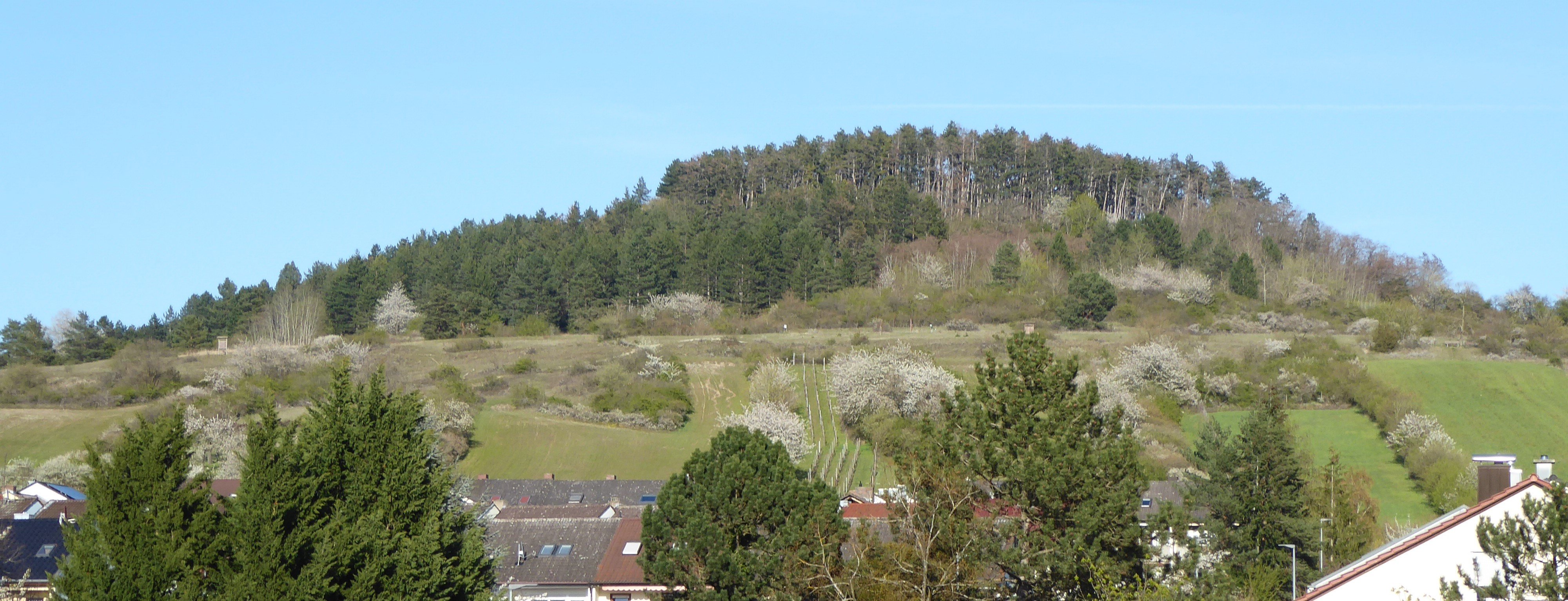
Gipfel des Saupurzels im Frühling
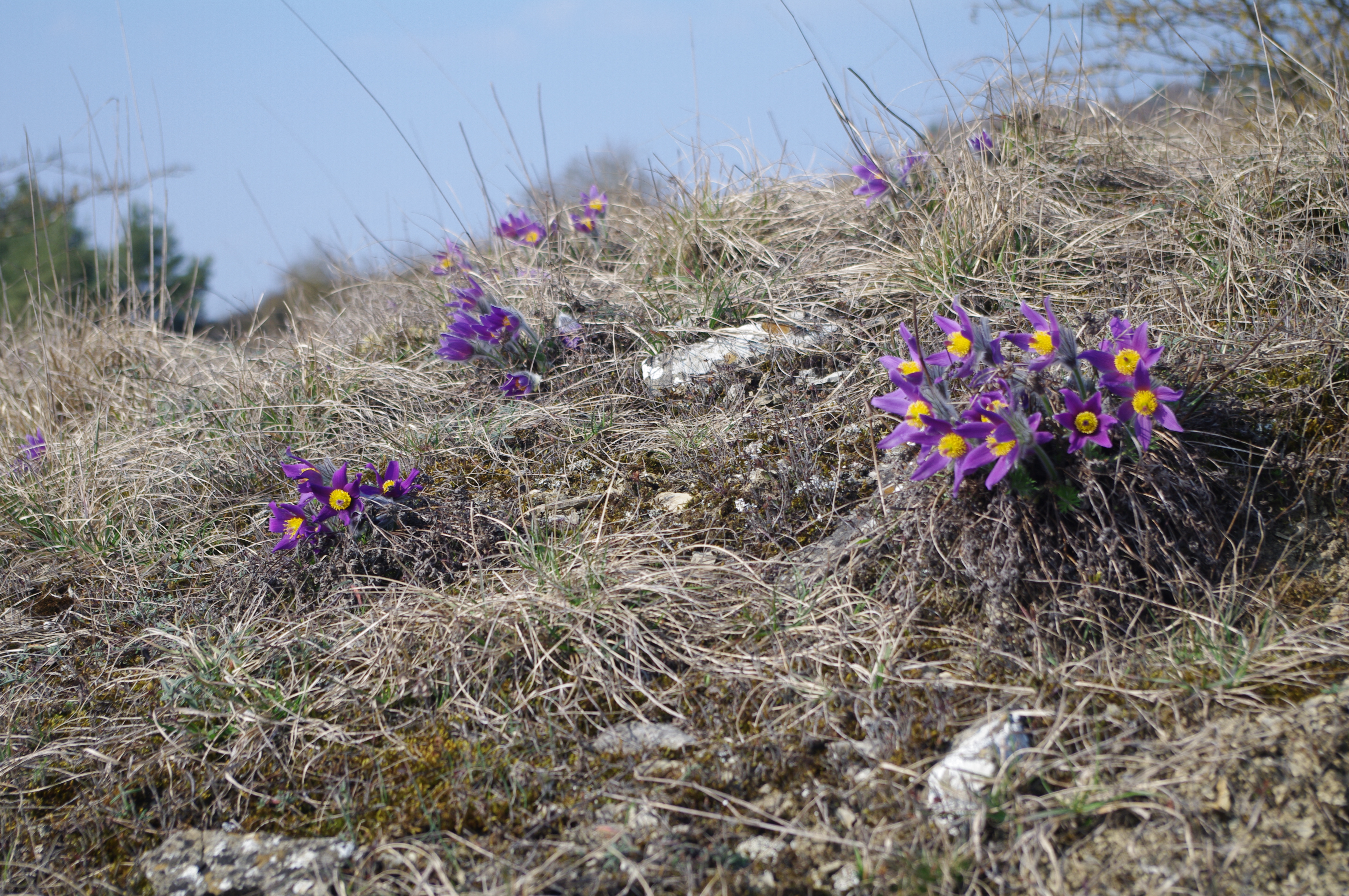
Küchenschellen
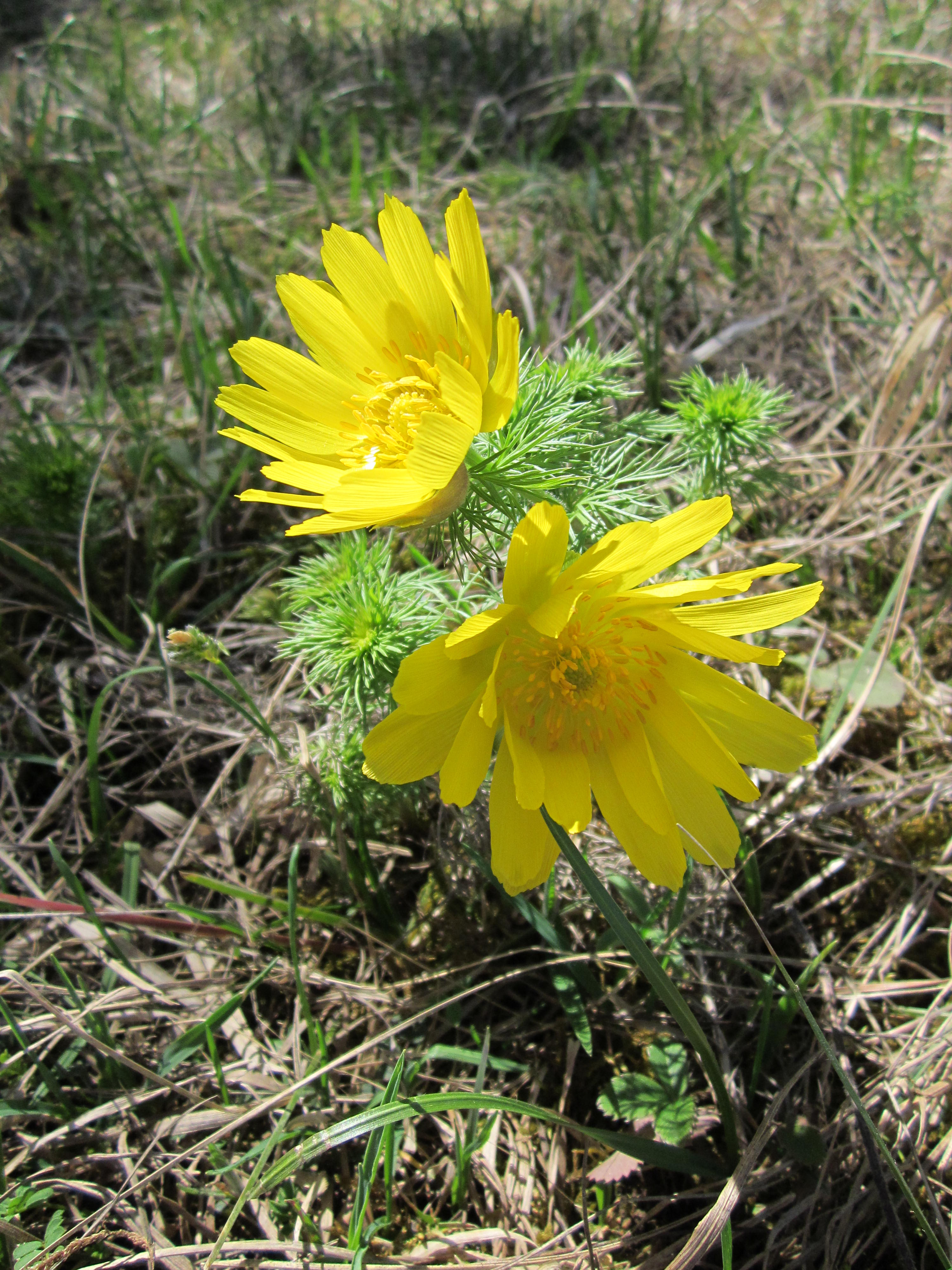
Adonisröschen
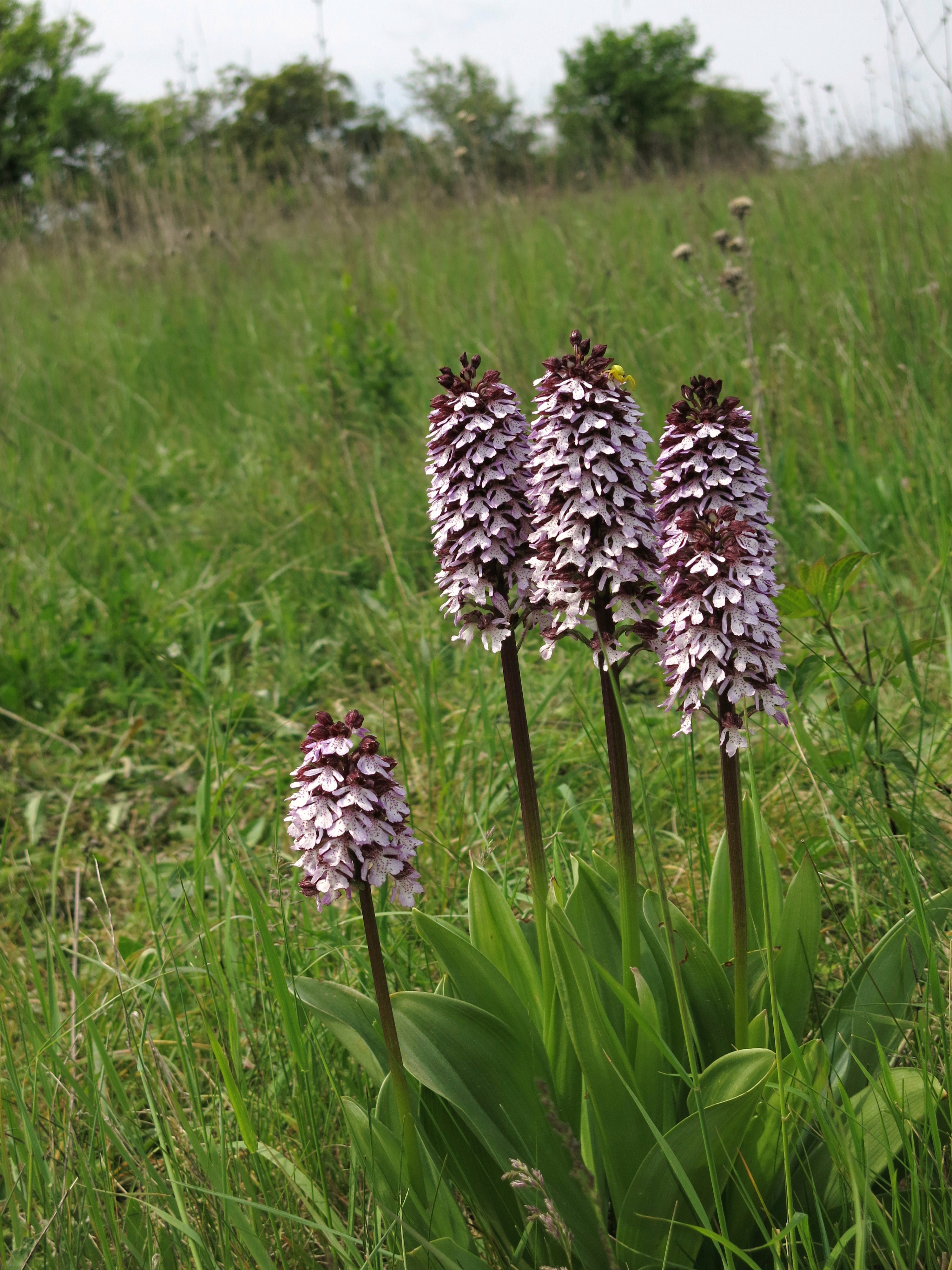
Purpur-Knabenkräuter
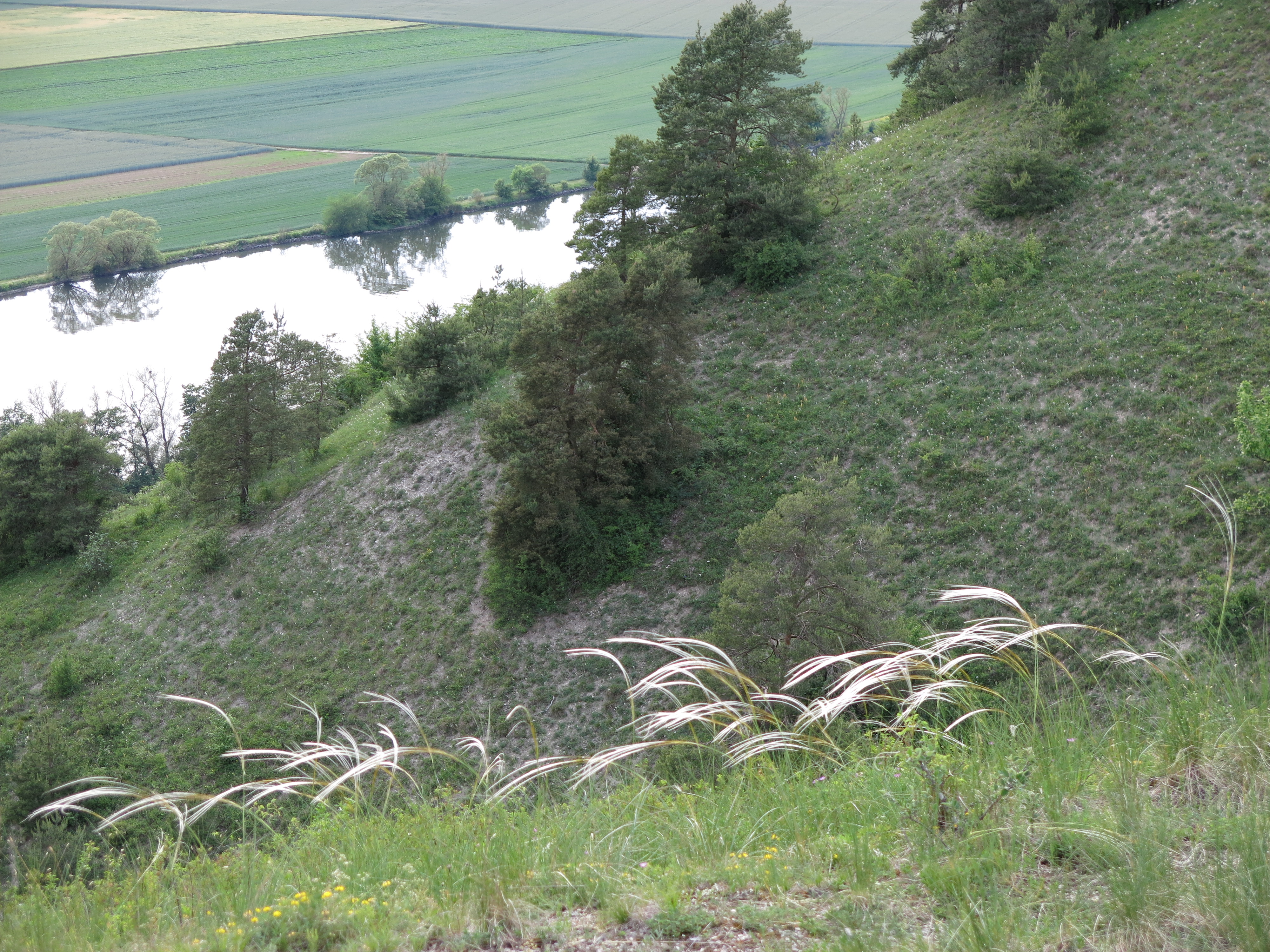
Blühende Federgräser im Mai
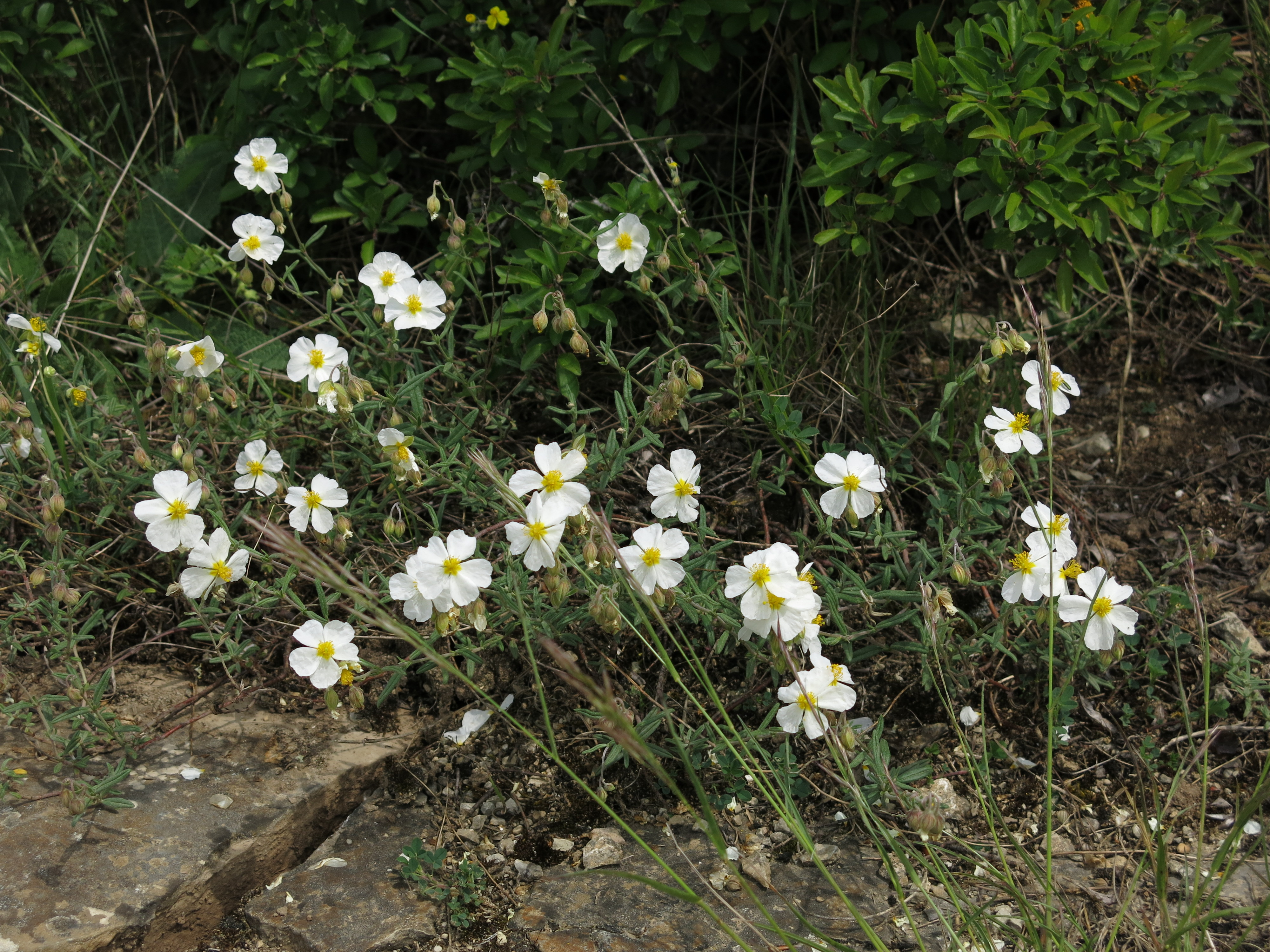
Apennin-Sonnenröschen
Diptam auf dem Kalbenstein
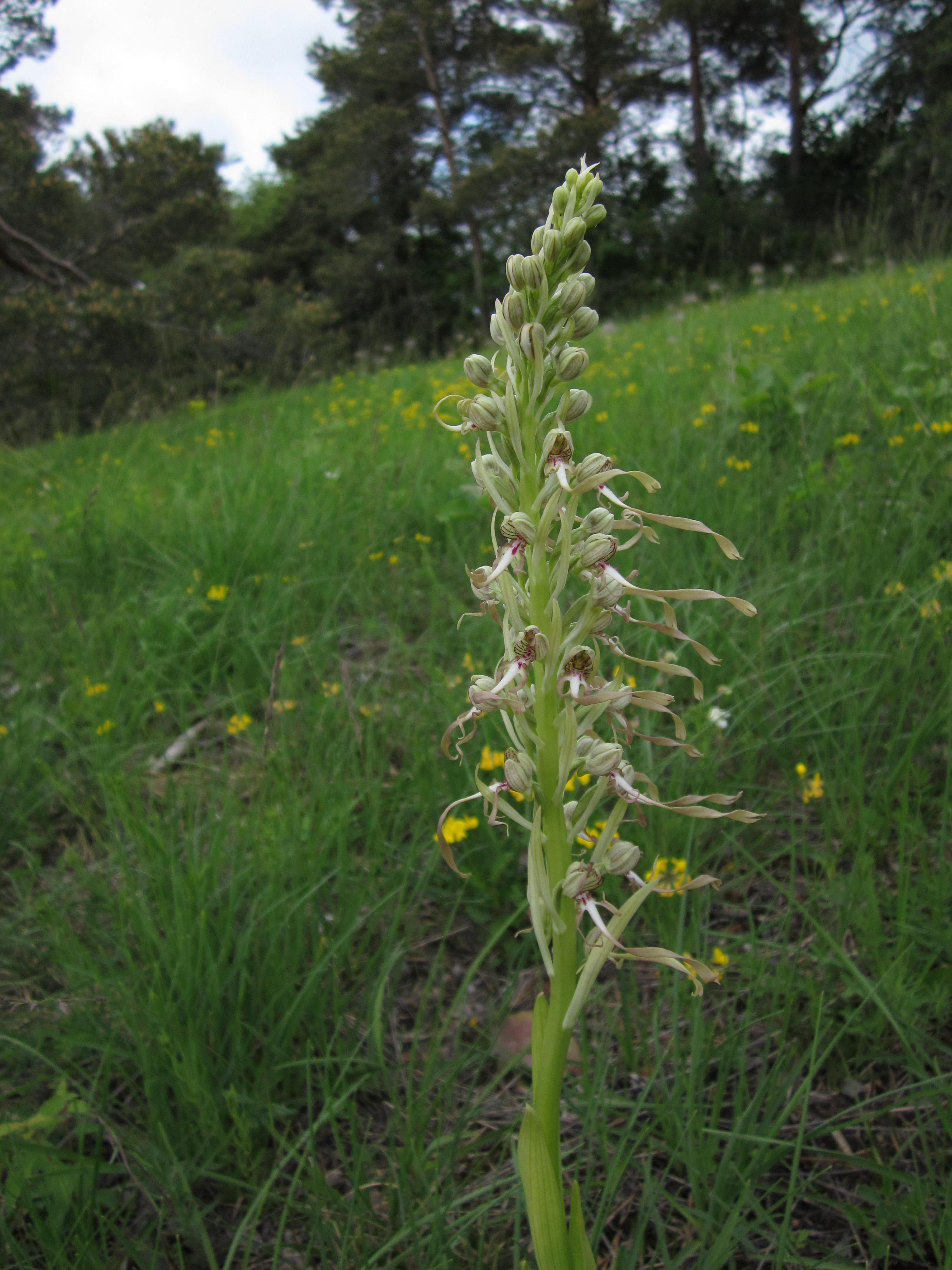
Bocksriemenzunge
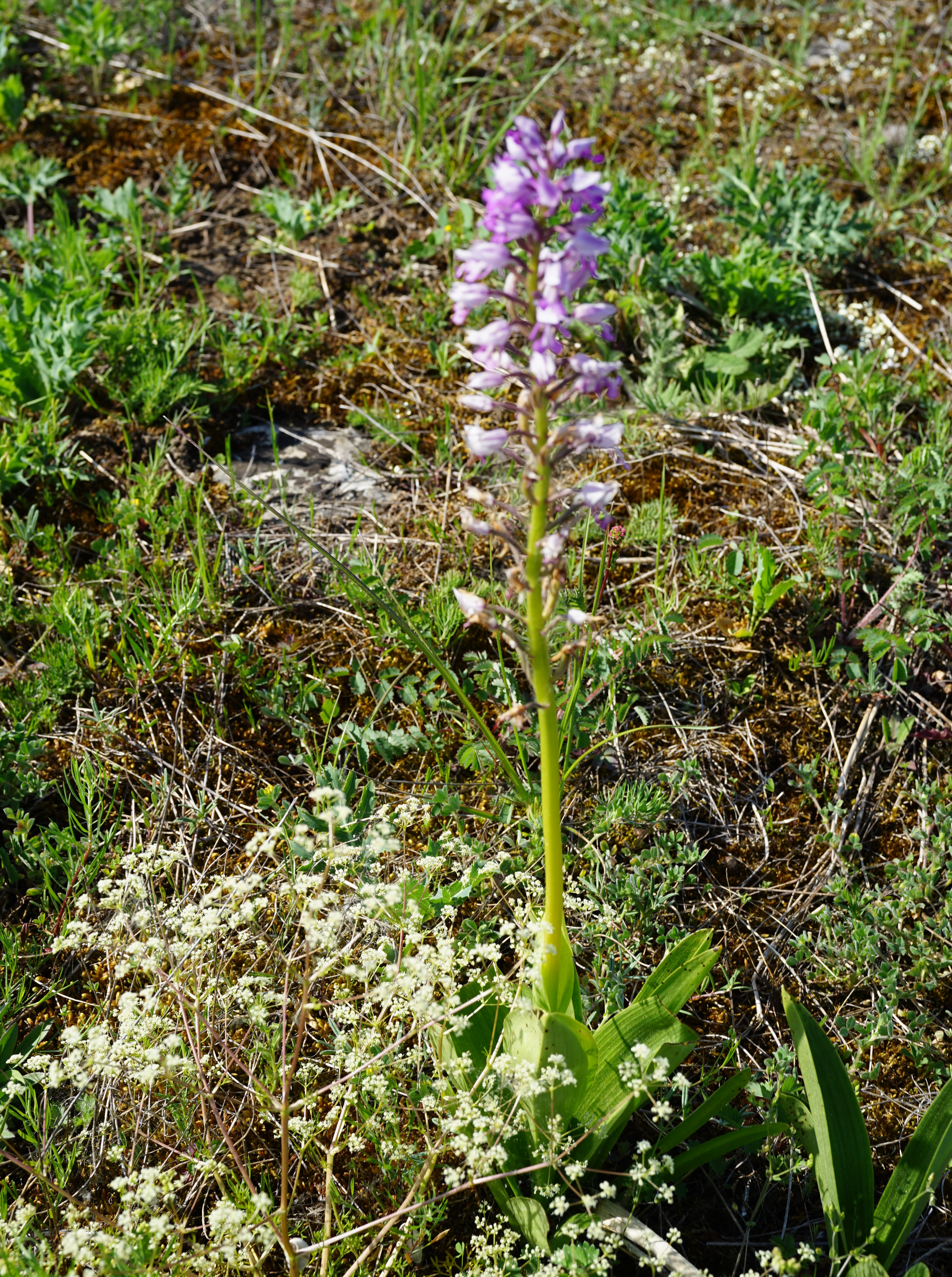
Helm-Knabenkraut und Faserschirm
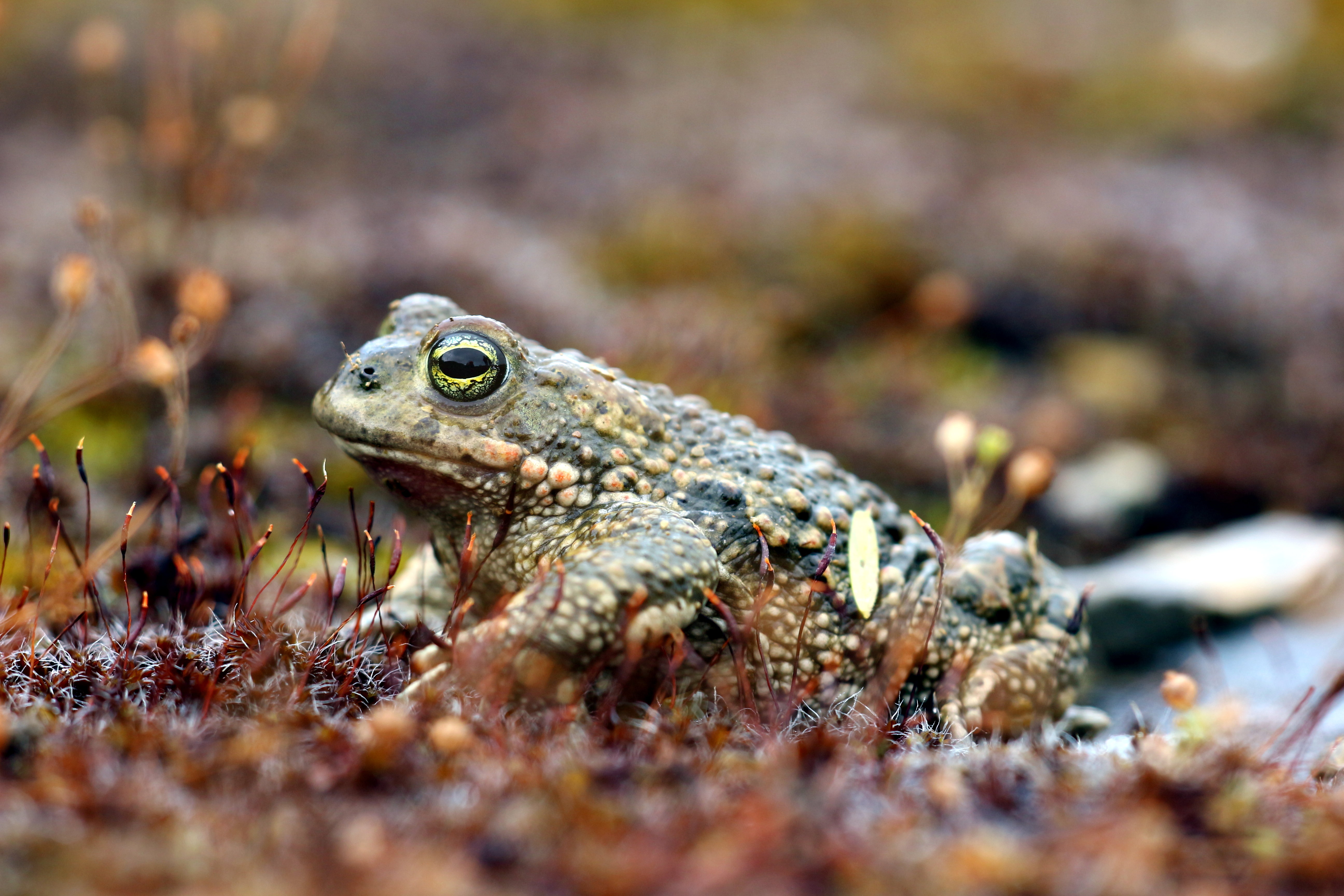
Kreuzkröte im NSG
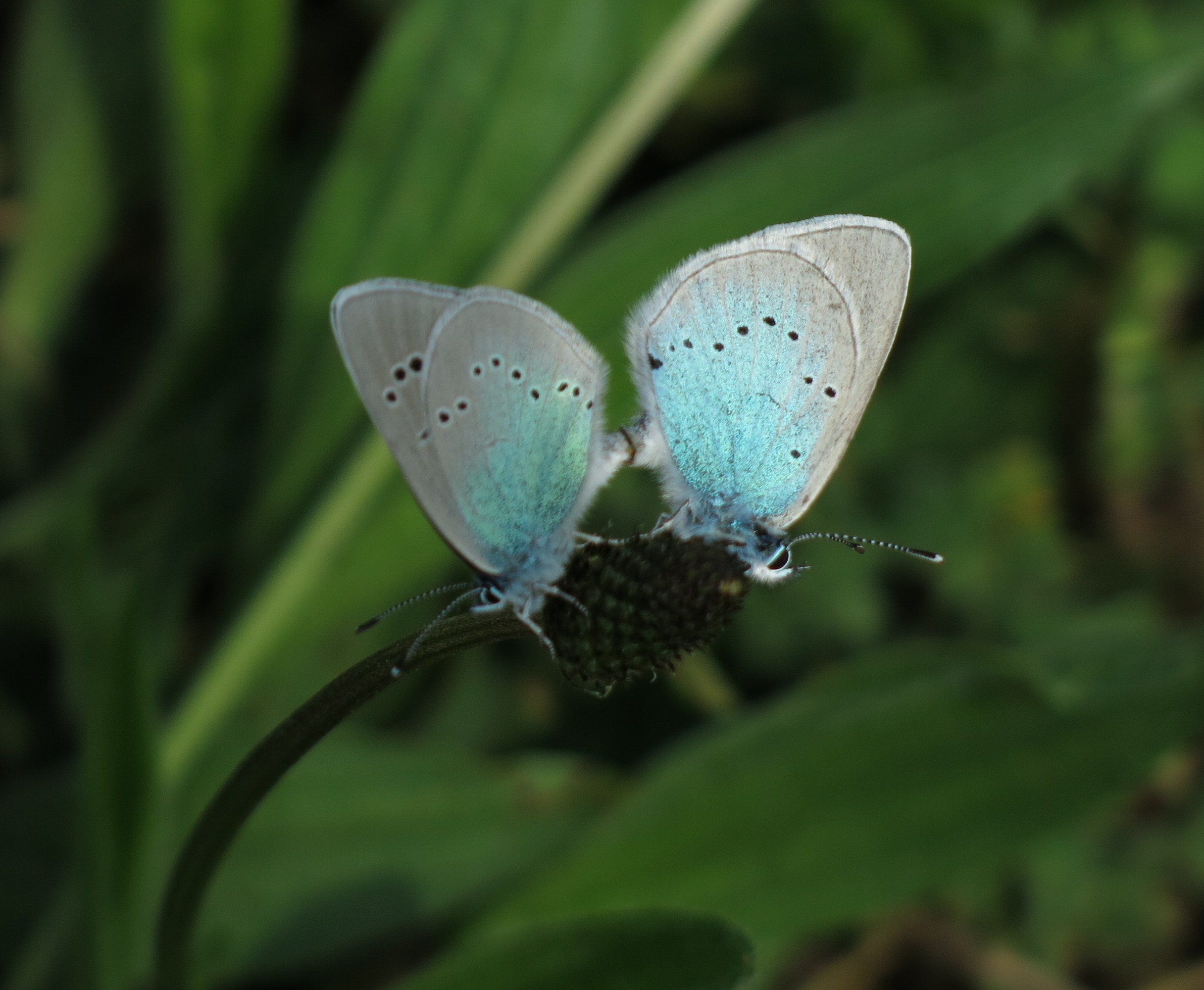
Zwei Alexis-Bläulinge